# Wappen Costa Ricas
Das Wappen Costa Ricas ist in seiner heutigen Form seit dem 5. Mai 1998 das offizielle Staatswappen Costa Ricas.

## Geschichte
Ursprünglich wurde das Wappen bereits am 27. November 1906 eingeführt. Es wurde 1964 reformiert, als am oberen Wappenrand zwei weitere zu den zunächst fünf Sternen hinzugefügt wurden, und erneut 1998, als die Abbildungen der drei Vulkane mit Rauchwolken ergänzt wurden.

## Beschreibung
Wappenbeschreibung: Das Wappen ist in Hellblau und Blau geteilt. Drei grüne weiß rauchende Vulkane erheben sich aus einem grünen Grund. Im blauen Schildfuß ein Großsegler (Dreimaster) mit silbernen Rahsegeln und Fock, auf den Masten silberne Wimpel, am Heck die Landesfahne mit roten Streifen zwischen silbernen von blauen eingrenzenden Streifen, zwischen dem rechten und mittleren Vulkan wieder das Schiff. Im hellblauen Feld am oberen Schildrand auf grünen Blätter liegend ein silbernes Band mit dem Namen der Nation in schwarzen Majuskeln, darunter sieben silberne fünfzackige Sterne im Bogen, darunter eine rechts aufgehende goldene Sonne ohne Gesicht. Der Schild ist historisierend in Gold.
Über den Schild schwebt eine blaue Schleife mit der Devise in schwarzen Majuskeln “AMERICA CENTRAL”, spanisch für „Zentralamerika“.

## Symbolik
Die sieben Sterne stehen für die sieben Provinzen Costa Ricas.
Im Schild sind ferner zwei Schiffe abgebildet, von denen sich eines diesseitig dreier Berge, das andere jenseitig der Berge befindet. Die Schiffe sollen an die nautische und maritime Vergangenheit des Landes erinnern, während die Berge die drei größten Bergketten Costa Ricas (Cordillera de Talamanca, Cordillera de Guanacaste und Cordillera Central) darstellen. Das Land, aus dem sie hervorragen, ist konsequenterweise Costa Rica. Es ist umgeben von zwei Meeren, eines vorne – der Pazifik – und eines hinten – die Karibik. Hinter dem Meer geht eine Sonne auf.
Am oberen Rand des Schildes steht auf einer Schriftrolle der offizielle Name der Nation. Darüber befindet sich ein blaues Band mit der Aufschrift America Central, spanisch für „Zentralamerika“.